# اتجاه نسبي

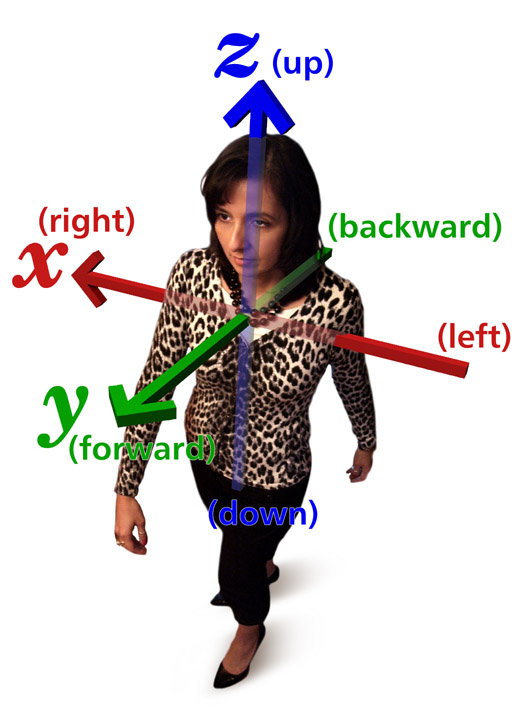
نظام احداثي ديكارتي تبعا لقاعدة اليد اليمنى يوضح اتجاه المحاور س (يمين-يسار), ص (من الأمام إلى الخلف)، ع (أعلى-أسفل) نسبة إلى الإنسان.

أكثر الاتجاهات النسبية شيوعا هي اليسرى, اليمنى, إلى الأمام, إلى الخلف, إلى أعلى, وإلى أسفل. لا يتوافق أي اتجاه مطلق مع أي من الاتجاهات النسبية. هذا نتيجة للتناظر الانتقالي لقوانين الفيزياء: حيث تتصرف الطبيعة بالمثل بغض النظر عن اتجاه حركة الجسم. كما توضح تجربة ميكلسون ومورلي، أنه لا يوجد إطار مرجعي قصوري مطلق. هناك علاقة واضحة بين الاتجاهات النسبية مع ذلك. اليسار واليمين، إلى الأمام والخلف، إلى الأعلى وإلى الأسفل ثلاثة أزواج من الاتجاهات المكملة، كل زوج متعامد على كل من الآخرين. الاتجاهات النسبية تعرف أيضا باسم الإحداثيات الأولية.

## العادات والتقاليد
حيث أن تعريفات اليسار واليمين على أساس هندسة البيئة الطبيعية هي في الممارسة العملية، فإن معنى كلمات الاتجاه النسبي يتم نقلها عن طريق التقليد، التثاقف، التعليم، والمرجع المباشر. أحد التعريفات الشائعة يستخدم الجاذبية وكوكب الأرض باعتبارهما الإطار المرجعي.لأنه ليس هناك سوى قوة جاذبية ضعيفة جدا بين الأرض وأي جرم آخر قريب، حيث يتم تعريف الاتجاه أسفل بأنه ذلك الاتجاه الذي يتحرك نحوه الجسم بمرجع هو كوكب الأرض حينما يُسمح للجسم  بالسقوط الحر. الاتجاه لأعلى يتم تعريفه إذا بأنه الاتجاه المعاكس لأسفل. تعريف آخر شائع يستخدم جسم الإنسان الواقف منتصبا كإطار مرجعي. في هذه الحالة أعلى يتم تعريفه بأنه الاتجاه من القدمين للرأس عموديا على سطح الأرض. في معظم الحالات أعلى هو موضع موجه طرديا عامة معاكس لاتجاه شد الجاذبية.

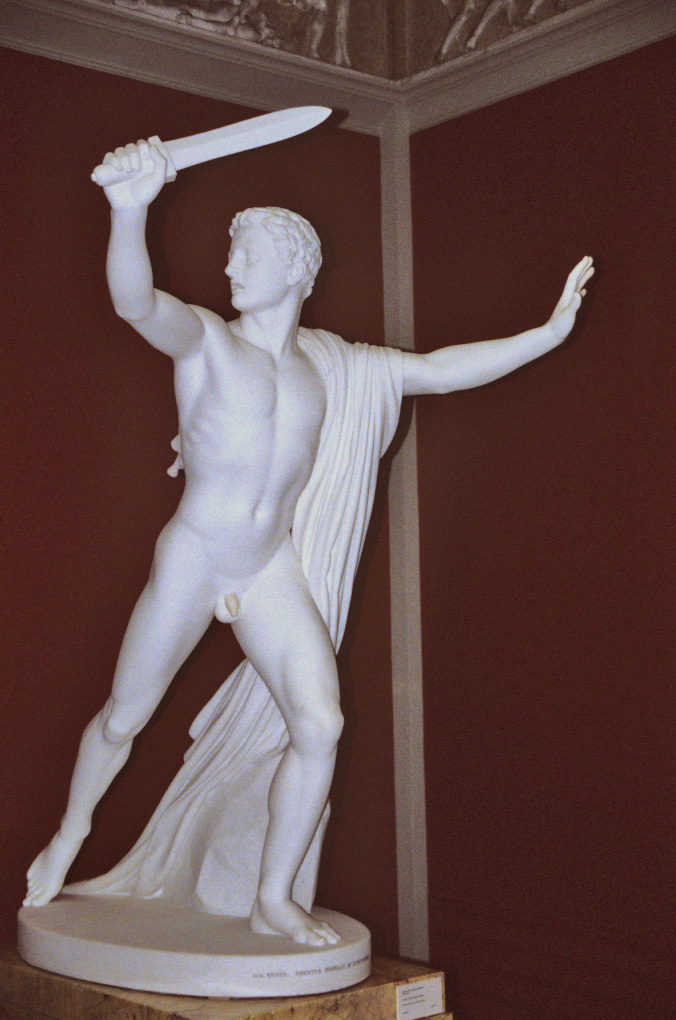
هذا التمثال يحمل السيف في اليد اليمنى الصحيحة.

في الحالات التي نحتاج فيها إطارا مرجعيا فإنه من الشائع استخدام وجه نظر أنانية. مثال بسيط هو لافتات الطريق. مثال آخر هو مرحلة الحجب، حيث «المرحلة يسار» و «يمين المسرح» و «المسرح» و «المرحلة»، حسب الاتفاقية، يعرف من الفاعل وجهة نظر، ولكن صعودا وهبوطا المرحلة لا تتبع الجاذبية اتفاقيات صعودا وهبوطا. مثال غير أناني عرض تخطيط الصفحة، حيث نسبي «النصف العلوي» «الهامش الأيسر» الخ. تم تعريفها في شروط المراقب ولكن يعمل في الاتجاه المعاكس عن نوع المنضد، والعودة إلى أناني الرأي. في الطب والعلوم، حيث تعاريف دقيقة غاية الأهمية النسبية الإتجاهات (اليمين واليسار) هي من الجانبين الكائن الحي، وليس هؤلاء المراقبين. وينطبق الشيء نفسه في شعارات النبالة، حيث اليسار واليمين في معطف من الأسلحة يعامل كما لو كان الدرع كانت تحتجزهم armiger. لتجنب الارتباك، اللاتينية المصطلحات المستخدمة: دكستر و شريرة على اليمين واليسار. السليم الصحيح والسليم اليسار هي مصطلحات تستخدم أساسا لوصف الصور والتغلب على الارتباك المحتمل أن الرقم صحيح أو «الصحيح» اليد في اليد اليسرى المشاهد من أمامي صورة يراها.
إلى الأمام وإلى الخلف يمكن تعريفهما عن طريق الإشارة إلى  حركة الشئ أو الشخص. إلى الأمام يمكن تعريفه بأنه الاتجاه الذي يتحرك نحوه الجسم. إلى الخلف يمكن تعريفه إذا بأنه الاتجاه المعاكس لحركة الجسم. بالتناوب إلى الأمام يمكن أن يكون هو الاتجاه الذي تشير إليه أنف المراقب، لذا يمكن تعريف اتجاه 'الخلف' بأنه الاتجاه من الأنف إلى العظم الجداري في جمجمة المراقب. فيما يتعلق بسفينة فإن 'إلى الأمام' يشير إلى الوضع النسبي لأي جسم يقع في اتجاه حركة السفينة. بالنسبة إلى الأجسام المتناظرة، من الضروري أيضا تعريف الأمام والخلف نسبة إلى الاتجاه المتوقع.
بسبب المسافة الكبيرة من الأقطاب المغناطيسية، يمكن للمرء أن يعرف أي يد هي باستخدام بوصلة مغناطيسية والشمس. فعند مواجهة الشمس وقت الظهيرة يشير مؤشر الشمال في البوصلة إلى اليد اليسرى. أما بعد الظهر فيشير إلى اليد اليمنى.

## هندسة البيئة الطبيعية

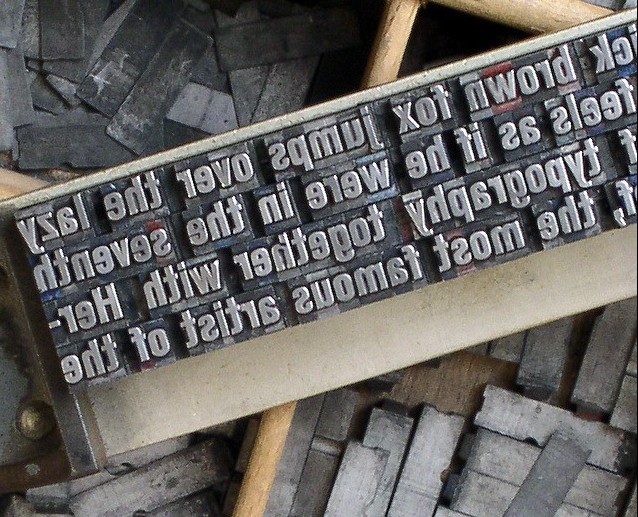
نوع تركيبي

قاعدة اليد اليمنى هي طريقة منتشرة لربط الثلاثة اتجاهات الرئيسية. لسنوات عديدة كانت المسألة الأساسية في الفيزياء هو ما إذا كان قاعدة اليد اليسرى مماثلة. العديد من الهياكل الطبيعية، بما في ذلك الجسم البشري، يتبعون طريقة معينة في "استخدام احدى اليدين"، ولكن كان من المفترض على نطاق واسع أن الطبيعة لا تميز بين الاحتمالين. هذا قد تغير مع اكتشاف التكافؤ في فيزياء الجسيمات. إذا قمنا بمغنطة عينة من ذرات الكوبالت-60 بحيث تدور عكس عقارب الساعة حول محور ما، إشعاع  بيتا الناتج عن الاضمحلال الاشعاعي سوف يكون غالبا موجها عكس هذا المحور. ولأن عكس اتجاه عقاب الساعة يمكن تحديده من حيث إلى الأعلى، إلى الأمام، وإلى اليمين، فإن هذه التجربة تميز بشكل لا لبس فيه اليسار من اليمين فقط باستخدام العناصر الطبيعية: إذا تم عكسهم أو إذا دارت الذرات مع اتجاه حركة عقارب الساعة فإن الإشعاع سيتبع دوران المحور بدلا من أن يكون معاكسا له.

## المصطلحات البحرية
القوس، المؤخرة، الميناء، اليمنى هي مصطلحات بحرية  تنقل اتجاه نسبي شخصي في سياق إطار حركة الأشخاص على متن السفينة. الحاجة إلى المصطلحات الشخصية نجده بوضوح كبير في قذيفة التجديف حيث غالبية الطاقم تتجه إلى الخلف («الوراء») والمجاديف إلى اليمين هي في الواقع على جانب الميناء.

## ثقافات بدون اتجاهات نسبية
معظم الثقافات البشرية تستخدم الاتجاهات النسبية كمرجع، ولكن هناك استثناءات. الشعوب الأصلية الأسترالية ليس لديها كلمات تدل على الاتجاهات الذاتية  في لغتهم؛ بل حصرا يشيرون إلى اتجاهات سماوية، حتى عند وصف مساحة في نطاق صغير. على سبيل المثال، إذا أرادوا شخصا ما أن يتحرك على كرسي السيارة ليوفر المساحة فإنهم قد يقولون «تحرك قليلا إلى الشرق». إذا أراد شخص أن يقول أين ترك شيئا ما في بيته فإنه قد يقول «لقد تركته على الجانب الجنوبي فوق المنضدة الغربية». أو قد ينبهون شخصا ما بقولهم «انتبه للنملة الكبيرة في اتجاه الشَمال من قدمك». الشعوب الأخرى «من بولينيزيا إلى المكسيك من ناميبيا إلى بالي» وبالمثل لديهم أيضا «لغات جغرافية». لغة الإشارة الأمريكية تستخدم وبشدة الاتجاهات الجغرافية من خلال توجه مطلق.[بحاجة لتوضيح]

## الالتباس بين اليسار واليمين
الالتباس بين اليسار واليمين هو صعوبة بعض الناس في تمييز الفرق بين اتجاهات اليسار واليمين. وفقا لبحث من قبل جون ر. كلارك من جامعة دريكسل، فإنه يؤثر على حوالي 15٪ من السكان.[بحاجة لمصدر] هؤلاء الناس عادة ما يمكنهم أداء الأنشطة اليومية مثل القيادة وفقا لعلامات التنقل على الخريطة، ولكن غالبا ما يأخذون منعطفا خاطئا إذا قيل لهم أن يتجهوا إلى اليسار أو اليمين وقد يكون لديهم صعوبات في أداء الأعمال التي تتطلب دقة فهم أوامر الاتجاه، مثل رقص بولروم.